# Смотра културних достигнућа Рома Србије
Смотра културних достигнућа Рома Србије је културна манифестација у организацији Савеза друштава Рома Србије.
Прва смотра културних достигнућа Рома одржана је у Нишу 1974. године залагањем истакнутог ромског активисте, тадашњег председника „Друштва Ром” из Ниша, Саита Балића. Прва смотра обухватала је књижевно вече, изложбу слика, изложбу старих ромских заната, трибину о култури Рома и смотру фолклора. На манифестацији је учествовало 19 друштава са 540 извођача, а отворена је дефилеом свих фолклорних група кроз центар града док је главни део културно-уметничког програма одржан на Летњој позорници у Нишкој тврђави.
Кроз историју, поводом Смотри културних достигнућа Рома Србије, издате су следеће књиге ромске поезије: 
- Jaga – Ватре, приредили Рајко Ђурић и Томислав Н. Цветковић (1984)
- Антологија ромске поезије у Југославији, Алија Краснићи, Мехмед Саћип (1999)
- Phabaj ano ilo – Јабука у срцу – Apple in the heart (2002)[3]

Уз подршку градова и општина у Србији, Савеза друштава Рома, Националног савета ромске националне мањине и Савеза друштава Рома Пчињско-Јабланичког округа, од 25-27. новембра 2019. године у Врањској бањи, Врању и Сурдулици одржана је 34. Смотра културних достигнућа Рома Србије.